# Азад, Мухаммад Хусейн
Мухаммад Хусейн Азад (урду مُحمّد حُسَین آزاد‎‎ — Mọḥammad Ḥusẹ̅n Āzād; 5 мая 1827, Дели Империя Великих Моголов — 22 января 1910, Лахор, Британская Индия (ныне Пакистан)) — индийский поэт, писатель

, литературный критик, историк литературы, педагог. Писал на урду.

## Биография
Родился в семье персидского иммигранта, учёного и религиозного деятеля Мухаммада Бакира, который с 1836 года издавал первую в Дели газету на урду. Во время беспорядков в Дели в 1861 году Азад переехал в Лахор.
С 1864 года работал в системе просвещения, преподавал в университетском колледже в Лахоре и Восточном колледже Университета Пенджаба. Поддерживал дружеские отношения с Г. В. Лейтнером. В 1866 году Азад стал регулярно оплачиваемым лектором университета, а год спустя стал его ученым секретарем. В 1887 году он основал библиотеку.
Уже в юности писал стихи. Хорошо знал персидский, арабский и английский языки и литературу. В 1874 году основал общество «Анджумане Панджаб» («Общество Пенджаба»), сыгравшее важную роль в развитии литературы урду. Азад призывал поэтов к пересмотру старых канонов, к правдивому изображению индийской жизни.

## Избранные произведения
- «Вода жизни» («Абе хаят») — история поэзии урду,
- «Поэмы Азада» («Назме Азад»),
- «Чародейство мысли» («Найранги хаял»).

Изучал историю таджикско-персидской литературы. Написал большое количество работ на эту тему. Литературный язык Азада приближался к разговорному.